# 宇部村
宇部村（うべむら）は、昭和29年（1954年）まで岩手県九戸郡にあった村。現在の久慈市宇部町にあたる。

## 地理
- 河川：宇部川

## 沿革
- 1889年（明治22年）4月1日 - 町村制施行にともない、旧来の宇部村単独で村制施行して新制の南九戸郡宇部村が発足。
- 1897年（明治30年）4月1日 - 南九戸郡と北九戸郡が合併して九戸郡が成立[1]。九戸郡宇部村となる。
- 1954年（昭和29年）11月3日 - 久慈町・長内町・大川目村・侍浜村・夏井村・山根村と合併し、久慈市となる。

## 行政

### 歴代村長
| 代 | 氏名         | 就任                      | 退任                      | 備考 |
| -- | ------------ | ------------------------- | ------------------------- | ---- |
| 1  | 海辺政慧     | 不詳                      | 不詳                      |      |
| 2  | 小田文行     | 不詳                      | 不詳                      |      |
| 3  | 久慈廉太     | 不詳                      | 不詳                      |      |
| 4  | 宇部孝正     | 不詳                      | 不詳                      |      |
| 5  | 海辺政慧     | 不詳                      | 不詳                      | 再任 |
| 6  | 羽行仙太郎   | 不詳                      | 不詳                      |      |
| 7  | 小田文行     | 不詳                      | 不詳                      | 再任 |
| 8  | 羽行仙太郎   | 不詳                      | 不詳                      | 再任 |
| 9  | 豊巻定右衛門 | 昭和4年（1929年）6月20日  | 昭和8年（1933年）3月10日  |      |
| 10 | 宇部孫太     | 昭和8年（1933年）3月20日  | 昭和12年（1937年）3月18日 |      |
| 11 | 久慈清輔     | 昭和12年（1937年）6月28日 | 昭和13年（1938年）8月8日  |      |
| 12 | 久慈丑次郎   | 昭和13年（1938年）9月8日  | 昭和21年（1946年）3月17日 |      |
| 13 | 宇部盛正     | 昭和21年（1946年）5月7日  | 昭和22年（1947年）2月27日 |      |
| 14 | 宇部孫太     | 昭和22年（1947年）4月30日 | 昭和23年（1948年）6月     | 再任 |
| 15 | 古山徳三郎   | 昭和23年（1948年）7月10日 | 昭和27年（1952年）7月9日  |      |
| 16 | 宇部四雄     | 昭和27年（1952年）7月10日 | 昭和29年（1954年）11月2日 |      |